# Герб Яремча
Герб міста Яремча являє собою традиційний геральдичий щит з відношенням сторін 1:1,4. У верхній частині герба розміщується надпис «Яремче» на білому тлі.
Нижня частина герба — зеленого кольору, який символізує Карпатські гори, багаті лісами, які оточують місто.
Ламане завершення зеленого тла символізує найвищу вершину Українських Карпат — Говерлу (2061 м). Біла смуга, що відмежовує синє й зелене тло, символізує білі снігові шапки, що підтримують небо.
На зеленому тлі — зображення компаса, накладеного на стилізоване зображення квітки едельвейсу — символу краси гуцульського краю і розвитку туризму й відпочинку та дата заснування міста Яремче — 1787 рік.